# منتخب بيرو تحت 15 سنة لكرة القدم
منتخب بيرو لكرة القدم تحت 15 سنة (بالإسبانية: Selección de fútbol sub-15 del Perú)‏ هو ممثل بيرو الرسمي في المنافسات الدولية في كرة القدم في فئة كرة قدم تحت 15 سنة للرجال، يديريه اتحاد بيرو لكرة القدم.